# Castelsarrasin
Castelsarrasin is een gemeente in het Franse departement Tarn-et-Garonne (regio Occitanie). De plaats is de onderprefectuur van het arrondissement Castelsarrasin. Castelsarrasin telde op 1 januari 2022 14.335 inwoners.

## Geschiedenis
De plaats bestond al in de 10e eeuw en werd voor het eerst vermeld in 1156 als Castro Sarraceno. De stad is mogelijk genoemd naar Raymond Sarraceni, een dignitaris in het graafschap Toulouse van de 12e eeuw. In 1230 kreeg de stad een charter met privileges. De stad werd bestuurd door verkozen consuls. Castelsarrasin werd een van de versterkte steden van het graafschap Toulouse. In de 14e eeuw kreeg de stad een omwalling en kende oorlogsgeweld tijdens de Honderdjarige Oorlog. Omdat de stad trouw was gebleven aan de Katholieke Kerk tijdens de reformatie week het kapittel van de kathedraal van Montauban in 1568 uit naar de stad. In 1595 volgde het Parlement van Toulouse.
In 1808, bij de oprichting van het departement Tarn-et-Garonne werd Castelsarrasin een onderprefectuur. In de 19e eeuw kwamen er ook metaalindustrie, een kazerne, een spoorwegstation (1856) en het Canal de Garonne (1846) in de stad. De stad kende hierdoor een sterke bevolkingsgroei. Sinds 1971 is het 31e Régiment du Génie van het Franse leger gelegerd in de stad.

## Bezienswaardigheden
Van de stadsomwalling uit de 14e eeuw resten enkel de Tour de Micheau en een kort stuk muur met een dikte van 4 meter.
De stad telt enkele historische kerken:
- Kerk Saint-Sauveur, een vroeggotische kerk gebouwd tussen 1245 en 1270 op de plaats van een oudere kerk uit de 10e eeuw.
- Kerk Saint-Jean, gebouwd in de 16e eeuw op de plaats van een 13e-eeuwse kerk gesticht door de hospitaalridders.[5]

In de haven aan het Canal de Garonne is een creatie van de Nederlandse kunstenaar Ruudt Wackers te zien uit 1999: een beeld van een roestend stalen schip, waarop een continue stroom van water is afgebeeld.

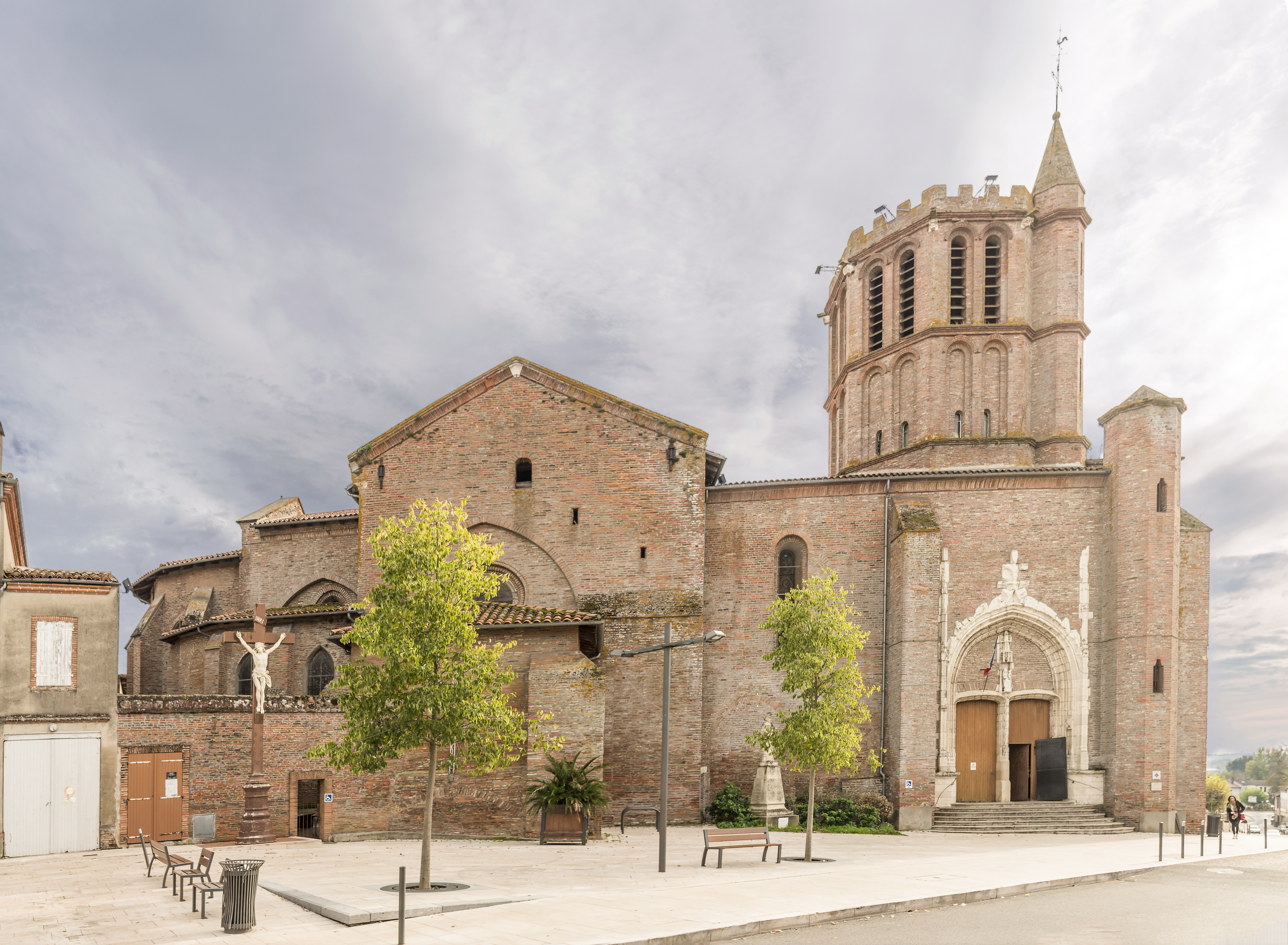
Kerk Saint-Sauveur
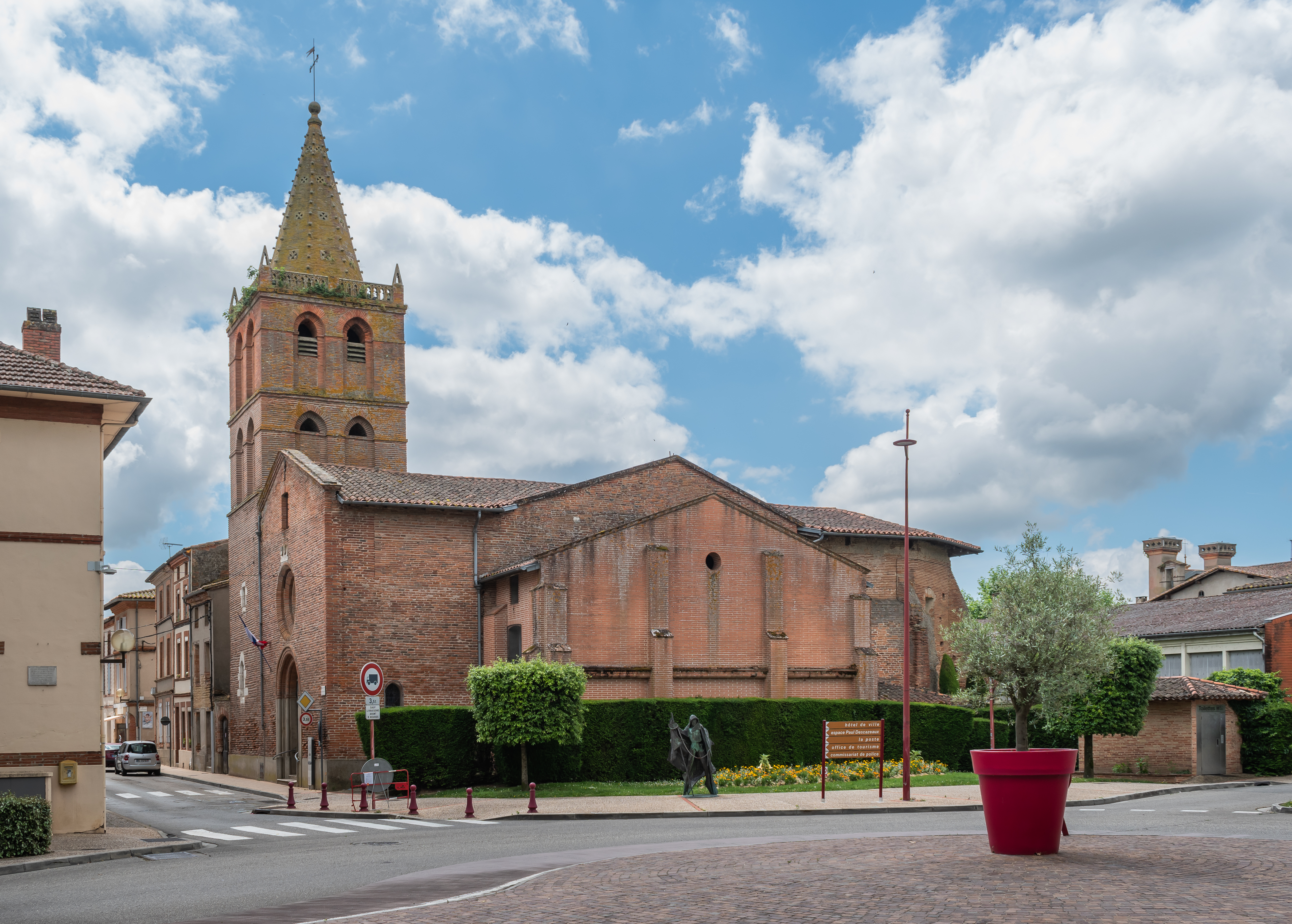
Kerk Saint-Jean
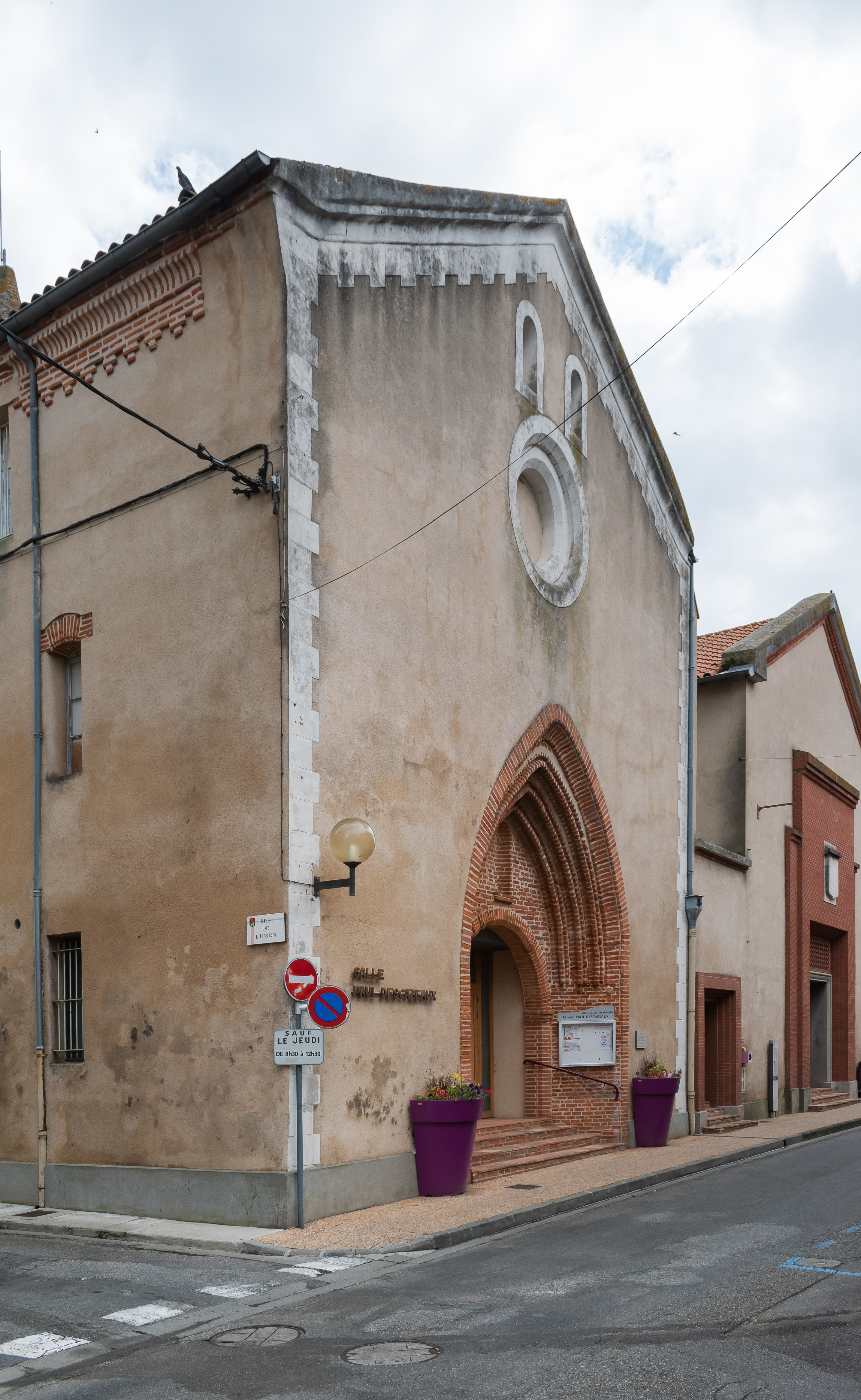
Voormalige karmelietenkerk
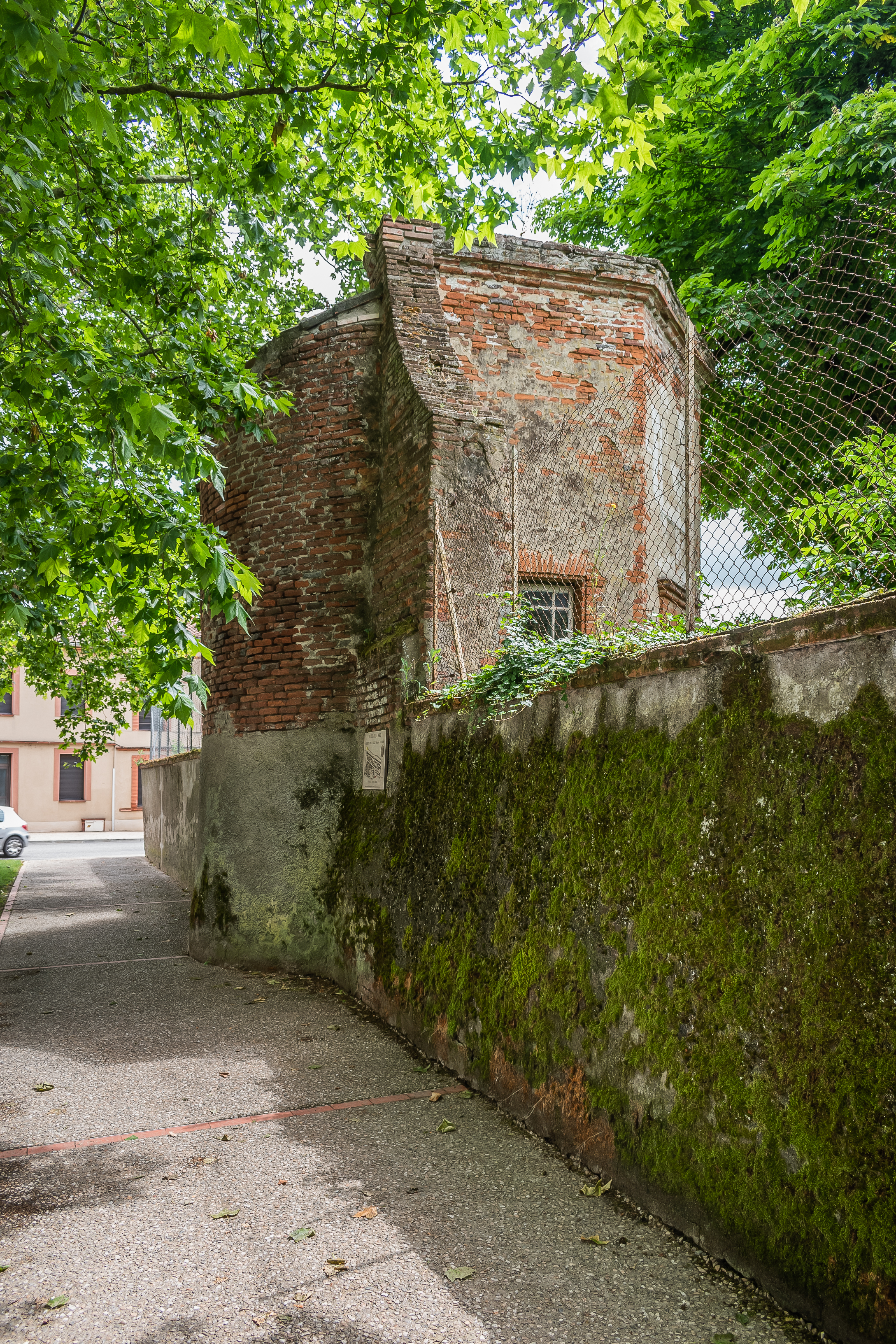
Tour de Micheau
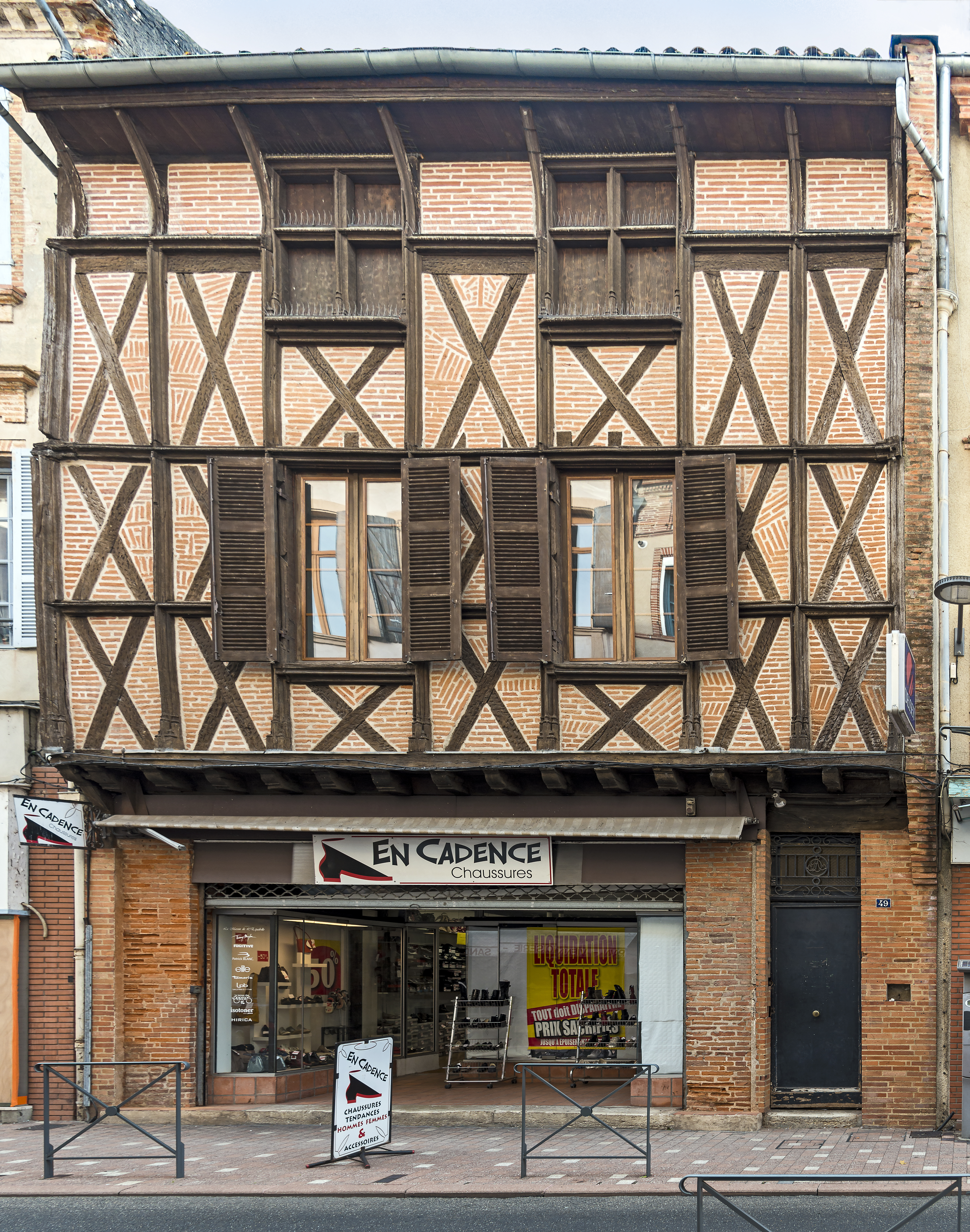
Vakwerkhuis
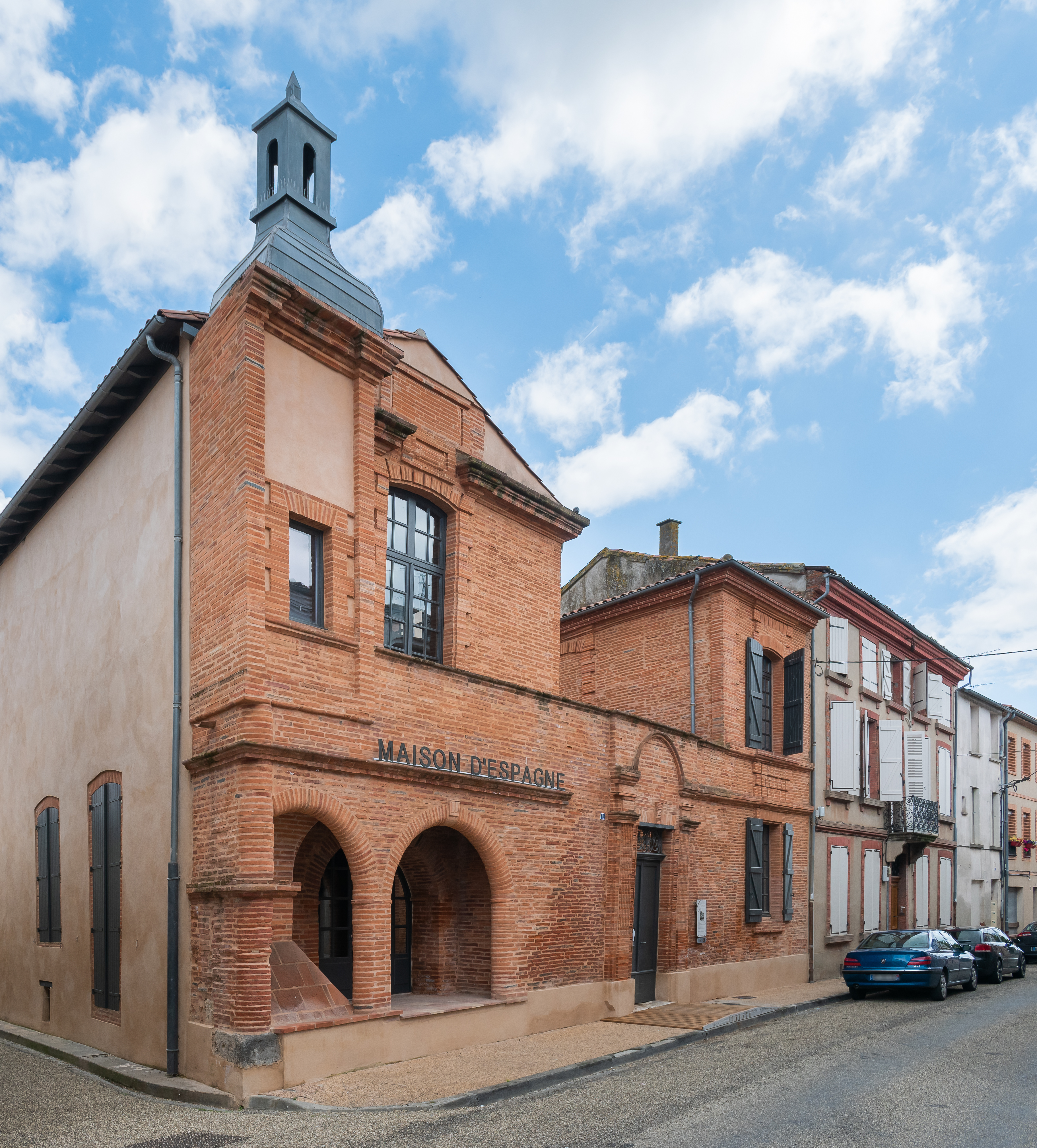
Maison italienne

## Geografie
De oppervlakte van Castelsarrasin bedroeg op 1 januari 2022 76,77 vierkante kilometer; de bevolkingsdichtheid was toen 186,7 inwoners per km². De westelijke grens van de gemeente wordt gevormd door de meanders van de Garonne. Ten noorden van de gemeente stroomt de Lemboulas, een zijrivier van de Garonne.
De onderstaande kaart toont de ligging van Castelsarrasin met de belangrijkste infrastructuur en aangrenzende gemeenten.

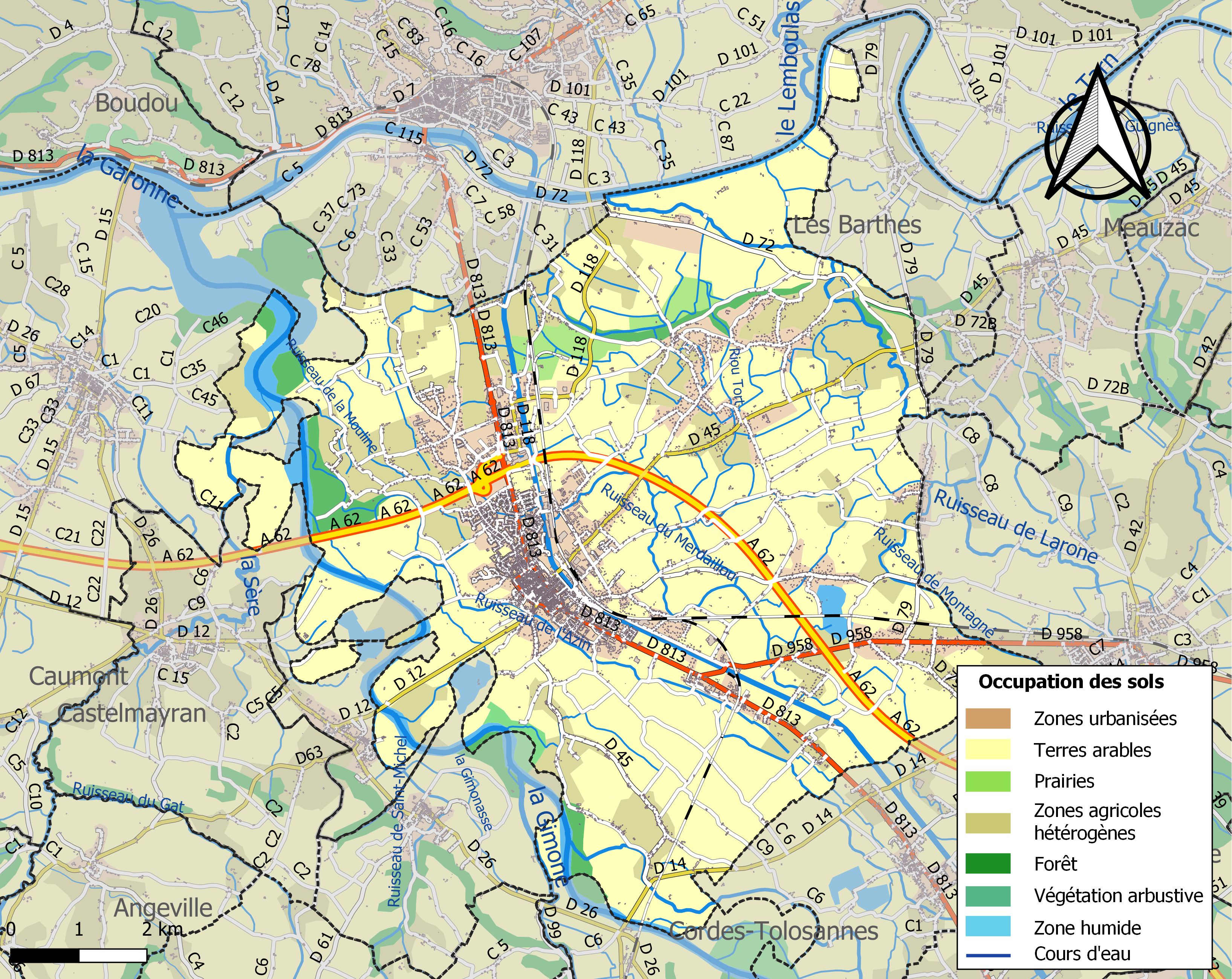

## Verkeer en vervoer
In de gemeente ligt spoorwegstation Castelsarrasin. 
Het Canal de Garonne loopt door het centrum van de gemeente. Vanaf 1846 is hier een rivierhaven. De haven op het kanaal werd in 1998 vernieuwd en heet voortaan Port Jacques-Yves Cousteau. Ze wordt gebruikt voor de pleziervaart. 
De autosnelweg A62 loopt door de gemeente.

## Sport
Castelsarrasin was drie keer etappeplaats in de wielerkoers Ronde van Frankrijk. Dit gebeurde in 2007 voor het laatst. Hierbij was Castelsarrasin voor het eerst aankomstplaats. De Italiaan Daniele Bennati won de rit.

## Demografie
In 1850 telde de gemeente ongeveer 7.000 inwoners. 
Onderstaande figuur toont het verloop van het inwonertal (bron: INSEE-tellingen).

## Geboren
- Jean-Martin de Prades (1724-1782), priester en auteur, medewerker aan de Encyclopédie van Diderot
- Antonin Delzers (1873-1943), kunstenaar